# Nick Aldis
Nicholas Harry Aldis, meglio conosciuto con il ring name Nick Aldis (Docking, 6 novembre 1986), è un wrestler britannico sotto contratto con la WWE, dove svolge il ruolo di general manager di SmackDown.
È principalmente ricordato per i suoi trascorsi tra il 2008 e il 2015 nella Total Nonstop Action Wrestling, federazione nella quale si è esibito sia con il ring name Magnus che con il suo vero nome e dove ha detenuto una volta il TNA World Heavyweight Championship e due volte il TNA World Tag Team Championship (una volta con Douglas Williams e una volta con Samoa Joe).

## Carriera

### Total Nonstop Action Wrestling (2008–2015)
Nel novembre 2008 Aldis firmò un contratto con la Total Nonstop Action Wrestling e dall'11 dicembre la TNA mandò in onda dei promo per anticipare il suo debutto con il ring name di Brutus Magnus e la gimmick da gladiatore moderno.
Il debutto televisivo di Magnus avvenne durante la puntata del 5 febbraio 2009 di iMPACT!, dove sconfisse Shark Boy, mentre il debutto in pay-per-view avvenne ad Against All Odds, dove sconfisse Chris Sabin; il mese successivo vinse contro Eric Young a Destination X.
Il 30 aprile 2009 Brutus Magnus abbandonò la gimmick da gladiatore e formò insieme a Douglas Williams e Rob Terry la "British Invasion". Il primo match della stable fu un handicap match 2-contro-1 che lo vide vincitore (insieme a Rob Terry) contro Homicide e seguito da un loro assalto nel backstage ai danni di Hernandez (il compagno di tag team di Homicide) ed il furto della valigetta del Feast or Fired precedentemente vinta da Hernandez. 

In seguito la British Invasion formò insieme a Eric Young, Sheik Abdul Bashir e Kiyoshi un'alleanza anti-americana chiamata "World Elite" ed iniziò una rivalità contro i detentori degli IWGP Tag Team Championship, il Team 3D. 

Nell'episodio iMPACT! del 30 luglio di Magnus e Williams vinsero i titoli sconfiggendoli in un tables match ed al Bound for Glory del medesimo anno venne disputato un Full Metal Mayhem match contro lo stesso Team 3D, i Beer Money, Inc. ed il team composto da Booker T e Scott Steiner dove furono messi in palio sia i titoli IWGP World Tag Team Championships che i titoli TNA World Tag Team Championship. I primi vennero vinti dal Team 3D mentre gli ultimi vennero conquistati dalla British Invasion. 
Al Turning Point di novembre Magnus e Williams difesero i titoli vincendo un match a tre contro i Beer Money, Inc. ed i Motor City Machine Guns e successo che si ripeté anche al Final Resolution di dicembre quando difesero ancora i titoli contro i Motor City Machine Guns. 

Al Genesis del 17 gennaio 2010 persero i titoli a favore del team formato da Matt Morgan ed Hernandez. 

Il 18 febbraio Rob Terry lasciò la stable attaccando Magnus e passando definitivamente dalla parte dei face. Al Destination X Aldis abbandonò il nome "Brutus" per farsi chiamare semplicemente "Magnus" e la stessa sera venne sconfitto dall'ex compagno di stable Rob Terry in un match valido per il titolo TNA Global Championship.
Dopo un'assenza di tre mesi, Magnus tornò per le registrazioni del programma Xplosion del 14 giugno dove sconfisse Suicide e sfidare Rob Terry in un rematch per il titolo TNA Global Championship. Match che avvenne due settimane dopo e che lo vide sconfitto in un altro episodio Xplsosion. 

Il 14 luglio formò un tag team con Desmond Wolfe e che prese il nome di "London Brawling" e che nel primo match sconfisse il team formato da Suicide e Amazing Red.
Nelle registrazioni di Xplosion del 26 e 27 luglio sconfissero rispettivamente il team composto da Rob Terry ed Hernandez e gli Ink, Inc. (Shannon Moore e Jesse Neal) in un torneo che vedeva in palio una title shot per i TNA World Tag Team Championship e possibilità sfumata poiché al successivo No Surrender i London Brawling non poterono partecipare al match contro i Motor City Machine Guns a causa di problemi di salute di Wolfe.
Il 16 dicembre Magnus fece la sua prima apparizione ad iMPACT! dopo tre mesi, incontrando il suo vecchio compagno di tag team Douglas Williams, recentemente passato dalla parte dei face ed il 30 dicembre si offrì come suo compagno venendo però sconfitti dai membri della Fortune A.J. Styles e Rob Terry. 

Il 24 febbraio ritornò ad iMPACT! come heel venendo sconfitto da Crimson. 

Il 31 marzo assieme Williams riformano la British Invasion come gruppo heel ed attaccando Eric Young ed Orlando Jordan. Nonostante una serie di sconfitte venne assegnata alla British Invasion una title shot ai titoli di coppia che utilizzarono a Slammiversary IX ed in cui vennero sconfitti dal team di James Storm e Alex Shelley, con quest'ultimo però sostituito da Robert Roode in quanto (kayfabe) infortunato. 

In seguito la British Invasion passò dalla parte dei face mettendosi contro i Mexican America (Hernandez, Anarquia, Sarita e Rosita) che stavano insultando gli Stati Uniti e che li attaccarono fino a quando Rob Terry accorse in loro aiuto per poi riunirsi nella stable. 

Il 14 luglio Anarquia e Hernandez (e grazie ad un'interferenza di Rosita) sconfissero Magnus e Williams in un match valido per una title shot ai titoli di coppia ed il 9 agosto ad Xplosion Magnus vinse l'"Xplosion Championship Challenge" battendo in finale Alex Shelley. A dicembre del 2011 Magnus partì per l'India per partecipare al progetto della TNA Ring Ka King (ed in cui lottò con il nome di "Sir Brutus Magnus") e dove vinse il titolo Ring Ka King Heavyweight Championship.
Alla fine del 2011 Magnus fu inserito in un torneo di tag team dove le coppie venivano decise in modo casuale (e denominato "Wild Card Tournament") trovando come compagno Samoa Joe e con cui sconfissero A.J. Styles e Kazarian nella finale.
Al Genesis del 2012 Joe e Magnus perdono la sfida per i titoli detenuti da Crimson e Matt Morgan e dopo settimane passate ad attaccarli, il 2 febbraio finalmente li sconfiggono in un match senza titolo in palio e conquistando una nuova opportunità di sfidarli per vincerlo. Ad Against All Odds Joe e Magnus sconfissero i detentori (sempre Crimson e Morgan), laureandosi campioni e difendendo con successo le cinture per due volte contro gli stessi Crimson e Morgan, la prima durante una puntata di Impact e la seconda a Victory Road.
Il 22 marzo a Impact sconfissero i Mexican America ed al LockDown tenutosi in aprile sconfissero i Motor City Machine Guns mentre al primo "Open Fight Night" della puntata di iMPACT! del 26 aprile, sconfissero il team formato da Jeff Hardy e Mr. Anderson. Al Sacrifice persero i titoli a favore di Christopher Daniels e Kazarian.
Il 14 giugno Magnus entrò nelle Bound for Glory series partecipando ad un gauntlet match che valeva l'assegnazione di 20 punti e dove venne eliminato proprio da Samoa Joe. Il torneo per Magnus finì il 16 agosto, quando Samoa Joe lo sconfisse nuovamente lasciandolo matematicamente fuori dalla fase finale. A Bound for Glory venne ancora sconfitto da Samoa Joe in un match valido per il titolo TNA Television Championship. 

Magnus chiese il rematch a "Open Fight Night", perdendo per squalifica dopo aver colpito Joe con una chiave inglese. La faida culminò a Turning Point in un match senza squalifiche dove a prevalere fu nuovamente Samoa Joe che lo sconfisse con una sottomissione.
Verso la fine del 2012 Magnus venne attaccato dagli Aces & Eights che lo infortunarono colpendolo ad entrambe le ginocchia con un martello.
Magnus fece il suo ritorno, come face, nell'episodio di Impact del 31 gennaio 2013 tenutosi a Manchester e dove interruppe ed attaccò i Bad Influence, che erano intenti ad insultare l'Inghilterra e subito dopo affrontò Devon (già detentore del titolo TNA King of the Mountain Championship#TNA Television Championship e membro degli Aces & Eights) in un match senza titolo e vincendo per squalifica dopo l'interferenza degli altri membri della stable. 

Al LockDown partecipò vincendo al Lethal Lockdown match nel "Team TNA" ed insieme a Sting, Samoa Joe, James Storm ed Eric Young e contro il team degli Aces & Eights formato da Devon, DOC, Garett Bischoff, Knox e Mr. Anderson. 

Il 18 aprile avrebbe dovuto affrontare Devon per il titolo TNA Television Championship ma venne attaccato da DOC prima del match e quindi fu impossibilitato a disputare l'incontro. Il 9 maggio sconfisse DOC in seguito ad una distrazione accidentale causata da D'Lo Brown e più tardi nel backstage Magnus venne attaccato nuovamente dagli Aces & Eights. <r>
Il 23 maggio Magnus intervenne in soccorso di Sam Shaw, attaccato dagli Aces & Eights e sfidò Wes Brisco per match che finì in squalifica dopo che DOC e Garett Bischoff interferirono a favore del compagno di stable e che fu seguito da un intervento di Samoa Joe a suo favore. 

Il 2 giugno a Slammiversary XI Magnus, Samoa Joe e Jeff Hardy sconfissero Garett Bischoff, Wes Brisco e Mr. Anderson.
Nella puntata del 13 giugno sconfigge Matt Morgan, Rob Terry e Kenny King per qualificarsi alle Bound for Glory series e nell'episodio del 4 luglio entrò a far parte della Main Event Mafia. Nella puntata di Impact del 12 settembre sconfigge Bobby Roode nelle semi finali delle Bound for Glory series e disputando la finale in un match contro A.J. Styles dove viene sconfitto. 

In seguito inizia una faida con la E.G.O e durante un match successivo subisce un infortunio al ginocchio e decidendo di affrontars tutti i membri avversari in un Gauntlet match e dove sconfigge Kazarian e Christopher Daniels ma viene schienato da Bobby Roode. 

Magnus viene sfidato da Sting per un incontro al TNA Bound for Glory 2013 e match che vide Magnus vincitore.
Nell'episodio di Impact del 21 novembre 2013 viene inserito nel torneo per determinare il campione del titolo vacante TNA World Heavyweight Championship ed a Turning Point sconfigge Samoa Joe in un Falls Count Anywhere match prima di sconfiggere anche Kurt Angle nell'episodio di Impact successivo per arrivare in finale. 

Il 19 dicembre sconfigge Jeff Hardy in un Dixieland match vincendo il TNA World Heavyweight Title grazie all'aiuto di Ethan Carter III, Rockstar Spud e Dixie Carter. Quest'ultima vede infatti in Magnus il volto ideale a rappresentare la sua compagnia nel mondo del wrestling, ma durante la celebrazione vi è il ritorno di AJ Styles, il quale reclama di essere il vero campione della compagnia (Styles, dopo aver vinto il titolo a Bound for Glory 2013, aveva infatti lasciato la compagnia con la cintura, la quale nel corso dei mesi è stata difesa più volte in altre compagnie).
Si decide di risolvere la disputa in un match di unificazione delle cinture: nella puntata di Impact del 9 gennaio 2014 Magnus sconfigge A.J. Styles grazie a numerose interferenze a suo favore. La settimana successiva Magnus sconfigge Sting in un match senza squalifiche con in palio il titolo TNA World Heavyweight Championship e la carriera di Sting stesso. Nella puntata del 20 febbraio riesce a difendere il titolo anche contro Gunner. A inizio marzo difende la cintura a W-1 WRESTLE-1 Outbreak a Tokyo contro KAI.  Il 9 marzo a Lockdown Magnus sconfigge per knockout Samoa Joe  in uno Steel Cage match conservando il titolo. Nella puntata del 20 marzo vi è un altro scontro titolato tra Joe e Magnus, con l'inglese che riesce ad uscirne vincente grazie al suo guardaspalle prezzolato Abyss. Due settimane dopo riesce ancora a rimanere campione vincendo un Four Way match contro Abyss, Eric Young e Samoa Joe.
Nella puntata del 10 aprile di Impact perde il titolo per mano di Eric Young. Ottiene la sua rivincita a Sacrifice 2014 venendo però battuto.
Dopo la perdita del titolo, Magnus incappa in una striscia di sconfitte e dopo aver perso un match per diventare number one contender incontra nel backstage Bram un suo amico d'infanzia e che lo accusa di essersi rammollito. 

Nelle settimane successive Magnus mostra segni di un face turn quando rifiuta l'aiuto di Bram che invece lo incoraggia ad usare oggetti contundenti contro gli avversari. Ulteriori segnali vengono lanciati quando attacca Bram nel backstage e quando salva Tigre Uno da un attacco proprio dell'ex Kenneth Cameron. 

Il 5 giugno, proprio quando sembra che Magnus sia arrivato in aiuto di Willow attacca quest'ultimo con un piede di porco per rimanere dunque un heel ed il 15 giugno a Slammiversary XII sconfigge Willow.
La settimana successiva in un tag team Monster Ball match vincono di nuovo contro Willow e Abyss ed il 20 agosto 2014 ad Hardcore Justice partecipa ad un Six Sides of Steel match per determinare lo sfidante al titolo TNA World Heavyweight Championship che però non riesce a vincere.
Il 23 gennaio 2015 partecipa al Feast or Fired match vincendo la valigetta che conteneva una title shot ai titoli TNA World Tag Team Championship e con Bram che affermava di aver avuto l'occasione di prenderla ma di essersela fatta soffiare dall'ormai ex amico. Il 30 gennaio Magnus tenta di riappacificarsi con Bram in un bar, solo per poi essere attaccato alle spalle, passando così dalla parte dei face. La settimana successiva Mickie James fa il suo ritorno per confrontarsi con Bram, ricevendo in cambio minacce. 

La settimana dopo Magnus ritorna attaccando Bram in seguito alle minacce verso Mickie e tutto ciò porta ad un incontro tra i due che viene vinto per squalifica da Magnus, il quale era stato legato alle corde dopo che Mickie era arrivata in soccorso del fidanzato ed era stata bloccata da Bram che costrinse Magnus a baciargli lo stivale. In seguito Magnus si vendica attaccando il rivale nel backstage ed il match conclusivo della rivalità, un no disqualification, viene vinto da Magnus.
Durante l'ultimo match tra Magnus e Bram, James Storm interviene salvando Mickie James da un attacco. Il 24 aprile ad Impact Magnus e Mickie James annunciano il ritiro di quest'ultima dal mondo del wrestling per crescere il figlio della coppia Donovan, venendo interrotti da Storm, il quale cerca di dissuadere Mickie. Più tardi nel backstage Davey Richards già reduce da una faida con la Revolution, avvicina Magnus per dirgli di non fidarsi di Storm, dunque Magnus chiede ad un cameraman di tenere d'occhio Mickie ed in seguito alla visione dei filmati, Magnus dice a Storm di stare lontano da lui e da Mickie. La settimana successivi i due hanno un nuovo confronto con Storm che provoca Magnus al punto di portarlo ad aggredirlo con una chitarra e dando ufficialmente il via alla faida seguita da una sfida di Maguns verso Storm che viene però protetto del resto della stable (cioè Abyss, Manik e Khoya). La stessa sera Storm incontra i suoi compagni dicendogli di non intromettersi. 

Il 3 giugno Storm incontra Mickie a Nashville nel Tennessee, dove James le ruba il cellulare e la spinge sulle rotaie della stazione dei treni e poi chiamare Maguns con il cellulare di Mickie ed avvertendolo del suo arrivo. Il 17 giugno Magnus si presenta ad Impact prendendo in "ostaggio" lo spettacolo fino a quando Storm non si fosse fatto vivo ed ottenendo che la security arrivi per prenderlo e che lui stesso minaccia di attaccare se si avvicinassero. Storm esce allo scoperto con un passeggino e cominciando ad insultare sia Magnus che la sua famiglia e causando la reazione dell'inglese. Quando Magnus riesce ad avvicinarsi a Storm questi calcia il passeggino giù dallo stage per rivelare che anziché il bambino Donovan al suo interno c'era era solo una bambola.
Il 28 giugno 2015 a Slammiversary Magnus viene sconfitto da Storm in un unsanctioned match e quello che è di fatto il suo ultimo match con la TNA.

### Global Force Wrestling (2015–2017)
Il 29 giugno 2015 viene annunciato che Aldis ha firmato un contratto con la Global Force Wrestling, dove lotterà con il suo vero nome. Partecipa ai tapings dello show GFW Amped (che la compagnia non riuscirà a vendere a nessun canale) nel torneo per decretare il primo GFW World Heavyweight Champion. Sconfigge ai quarti Kongo Kong, in semifinale Chris Mordetsky e in finale Bobby Roode diventando il primo campione della compagnia. Difende il titolo per tutto il 2016 in vari live show della compagnia. Ritorna nel giro delle major tornando ad Impact, la quale adesso collabora con la GFW. Difende il GFW Global Title al suo match di ritorno da singolo contro Matt Morgan,  ma lo perde la settimana successiva contro Alberto Del Rio. La sua ultima apparizione con la GFW avviene nella puntata di Impact del 25 maggio, dove viene coinvolto, assieme a James Storm e Ethan Carter III, in un Three Way match per stabilire lo sfidante all'Impact World Championship, uscendone sconfitto.

### National Wrestling Alliance (2017–2022)
Il 23 settembre 2017 Aldis debutta per l'NWA nella Championship Wrestling From Hollywood (federazione d'appoggio per il circuito NWA) sconfiggendo Will Roode. Subito dopo sfida l'NWA World Heavyweight Champion Tim Storm ad un match titolato. L'incontro si svolge il 12 novembre ma a prevalere è il campione. Billy Corgan (nuovo proprietario della NWA) annuncia una rivincita tra i due per l'evento CZW Cage of Death 19 e il 9 dicembre si laurea campione del mondo sconfiggendo Tim Storm.
A fine anno Nick annuncia la "Aldis Crusade", una serie di 20 difese titolate da svolgersi nell'arco di 60 giorni nella primavera 2018 in vari stati americani e intercontinentali contro varie stelle delle compagnie locali in cui si esibirà. La serie inizia il 19 gennaio sconfiggendo in PWC Alexander James e prosegue difendendo il titolo (in ordine cronologico) contro: James Ellsworth, Big Grizzly, David Starr, Harlem Bravado, Devin Driscoll, Crimson, Lance Anoai e Tommy Dreamer. La Aldis Crousade si conclude a Wenchou, in Cina, mantenendo la cintura contro Colt Cabana il 14 aprile.
Dopo una settimana di pausa Aldis difende il titolo il 21 aprile contro Brandon Scott ad un evento MCW e la sera dopo contro Matt Cross ad un evento della NGW. Il 13 maggio, durante la conferenza di All In (show di wrestling indipendente organizzato dagli Young Bucks e da Cody), Billy Corgan annuncia che l'NWA World Heavyweight Championship sarà in palio durante l'evento e che lo sfidante sarà proprio l'ex Stardust. Aldis accetta con la condizione che anche Cody metta in palio una cintura (condizione a cui Nick rinuncerà dopo aver ricevuto il Ring of Honor dell'American Nightmare come pegno).
Torna nella CWFH il 10 giugno mantenendo l'NWA World Heavyweight Championship contro Crimson e Josephus.  Dopo un mese di pausa per riprendersi dagli acciacchi, il 7 luglio combatte contro Brandon Groom ad uno show della Body Progression Wrestling con la cintura in palio. Decide di partire per il tour australiano della House of Hardcore (federazione di proprietà di Tommy Dreamer) difendendo l'NWA Title contro i talenti australiani Mark Silva, Jonah Rock, Robbie Eagles e Jack Bonza. Il 20 luglio, durante ROH Honor for All, Aldis si scontra e prevale su uno dei suoi più ostici avversari, ovvero Flip Gordon. Riesce a difendere il titolo massimo NWA anche dall'assalto di Austin Lane a fine luglio e di Mr. Anderson il 12 agosto.
Il 1 settembre affronta, ad All In, Cody; ma questa volta è costretto, grazie ad un package del Grandson of a plumber, a cedere l'NWA World Heavyweight Championship. Aldis invoca dopo pochi giorni un rematch titolato da svolgersi durante NWA 70th Anniversary a Nashville, affermando che Cody è riuscito a sconfiggerlo soltanto grazie alle diverse irregolarità non sanzionate dall'arbitro Earl Hebner durante l'incontro (come, ad esempio, il mancato count out o l'intervento di Brandi Rhodes). Nel main event di NWA 70th Anniversary Nick Aldis sconfigge Cody in un 2 Out Of 3 Falls match per 2-1, diventando per la seconda volta NWA World Heavyweight Champion.

### WWE (2023–presente)
Nell'agosto del 2023 iniziò a lavorare con la WWE come produttore. Nella puntata di SmackDown del 13 ottobre venne nominato come nuovo general manager dello show blu.

## Vita privata
Nicholas Aldis è sposato dal 2015 con la collega Mickie James, da cui ha avuto un figlio di nome Donovan. 

## Personaggio

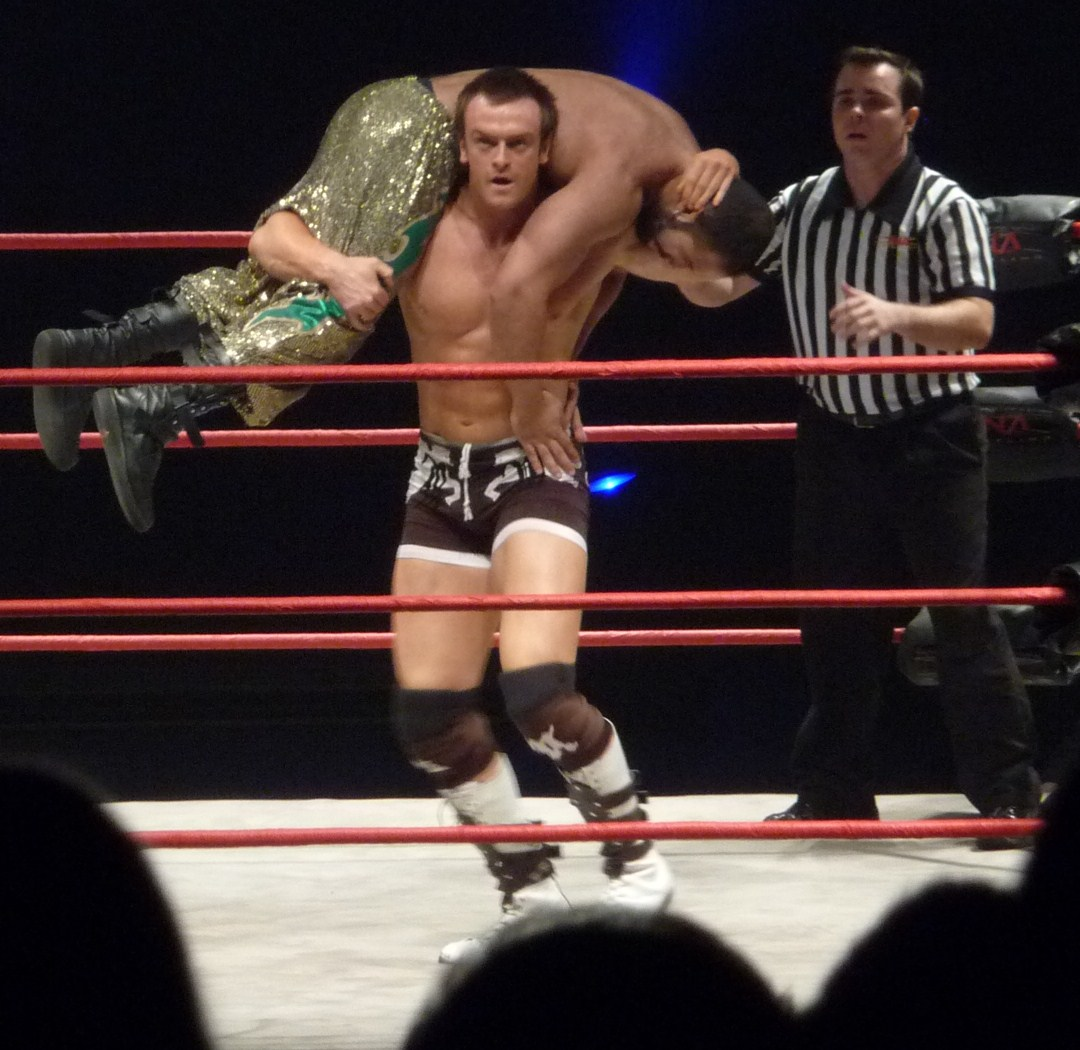
Nick Aldis mentre esegue la Tormentum su Sheik Abdul Bashir

### Mosse finali
- Diving elbow drop[2]
- Kings Lynn Croverleaf (Cloverleaf)[2]
- Mag Daddy Driver (Michinoku driver)[2]
- Tormentum (Swinging samoan drop)[2]

### Soprannomi
- "Big O"
- "Mag Daddy"[2]
- "Modern Day Gladiator"[2]
- "National Treasure"
- "Sir"[2]

## Titoli e riconoscimenti

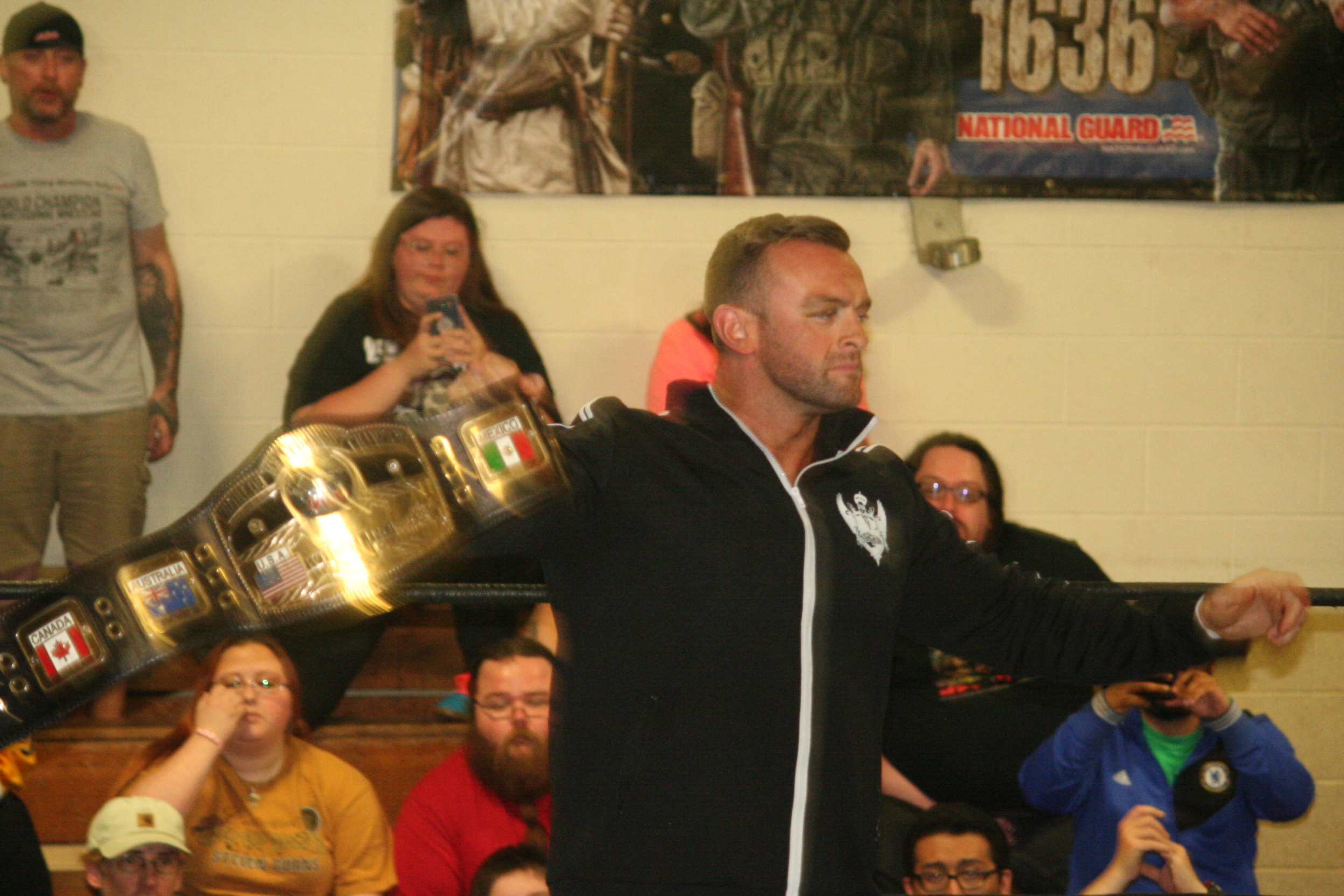
Nick Aldis con l'NWA Worlds Heavyweight Championship

- Championship Wrestling International
  - CWI Heavyweight Championship (1)

- Dungeon Wrestling
  - Stu Hart Heritage Championship (1)

- Global Force Wrestling
  - GFW Global Championship (1)

- Pro Wrestling Illustrated
  - Most Improved Wrestler of the Year (2013)
  - 8º tra i 500 migliori wrestler singoli nella PWI 500 (2014)

- National Wrestling Alliance 
  - NWA Worlds Heavyweight Championship (2)

- New Japan Pro-Wrestling
  - IWGP Tag Team Championship (1) – con Douglas Williams

- North American Wrestling Alliance
  - NAWA Texas Championship (1)

- Pro Wrestling Noah
  - GHC Tag Team Championship (1) – con Samoa Joe

- Ring Ka King
  - RKK Heavyweight Championship (1)
  - World Cup of Ring Ka King (2012) – con Abyss, Deadly Danda, Scott Steiner e Sonjay Dutt

- Stand Alone Wrestling
  - SAW Heavyweight Championship (1)

- Total Nonstop Action Wrestling
  - TNA World Tag Team Championship (2) – con Douglas Williams (1) e Samoa Joe (1)
  - TNA World Heavyweight Championship (1)

## Filmografia

### Televisione
- Gladiators – serie TV (2008–2009)
- Are You Smarter Than a 10 Year Old? – serie TV (2009)